# Проспект Миру (станція метро, Калузько-Ризька лінія)
55°46′51″ пн. ш. 37°37′57″ сх. д. / 55.78083° пн. ш. 37.63250° сх. д.
Проспект Миру (рос. Проспект Мира) — станція Калузько-Ризької лінії Московського метрополітену. Розташована між станціями «Ризька» і «Сухаревська».

## Історія
Станцію відкрито 1 травня 1958 у складі черги «Проспект Миру» — «ВДНХ». Спочатку вона мала назву «Ботанічний Сад», так само як і відкрита 30 січня 1952 пересадна з нею станція Кільцевої лінії, що, в свою чергу, була названа на честь розташованого поруч Ботанічного саду МГУ.
В 1957 1-а Міщанська вулиця, Троїцьке шосе, Велика Олексіївська вулиця, Велика Ростокінська вулиця і частина Ярославського шосе були об'єднані в один проспект, названий проспектом Миру. Розташовані на самому початку проспекту Миру обидві пересадні станції «Ботанічний Сад» 26 жовтня 1966 отримали нову назву на честь цього проспекту. А назву «Ботанічний сад» отримала станція, яка була відкрита 30 вересня 1978 біля Ботанічного саду Академії наук СРСР в Останкіно.

## Вестибюль і пересадки
Станція має один вихід. Початковий наземний вестибюль, споруджений в 1959 за проєктом архітектора І. Г. Таранова, не зберігся. На середину 2010-х північний торець центрального залу з'єднаний ескалаторним нахилом із вестибюлем, розташованим на першому поверсі будівлі Інженерного корпусу Московського метрополітену.

### Пересадки
- Метростанцію  «Проспект Миру»
- Автобуси: м2, м9, 903, КМ (Риж), н9;
- Трамваї: 7, 50

## Технічна характеристика
Конструкція станції — пілонна трисклепінна (глибина закладення — 50 м). Діаметр центрального залу — 9,5 м, діаметр бічних залів — 8,5 м. Поперечний перетин пілонів зменшено. Споруджена за типовим проєктом.

## Оздоблення
Зрізані по кутах пілони станції, що розширюються догори оздоблені білим мармуром. Пілони мають карниз, за яким приховані світильники.
Верхня частина колійних стін оздоблена кахельною плиткою кольору слонової кістки з п'ятьма горизонтальними смугами з чорного кахлю, нижня частина оздоблена чорним кахлем цілком.
Підлога викладена сірим гранітом двох відтінків — темнішого і світлішого. Квадратні плитки підлоги утворюють шаховий малюнок.
Перехід між станціями «Проспект Миру» Кільцевої і Калузько-Ризької ліній прикрашено рожевим з білими прожилками мармуром родовища Саліеті.

## Колійний розвиток

Колійний розвиток станції «Проспект Миру» (Калузько-Ризької лінії)

Станція з колійним розвитком — 6 стрілочних переводів (3 з яких розташовані на Кільцевій лінії) і 1 станційна колія для обороту та відстою рухомого складу, що переходить у ССГ до Кільцевої лінії.